# Шейдт, Роберт фом
Роберт фом Шейдт (нем. Robert vom Scheidt; 16 апреля 1879, Бремен — 10 апреля 1964) — немецкий оперный певец (баритон). Брат певцов Юлиуса фом Шейдта и Зельмы фом Шейдт.
Окончил Кёльнскую консерваторию и дебютировал в 1897 г. на сцене Кёльнской оперы. Пел на этой сцене до 1903 г., в 1902 г. участвовал в премьере оперы Эмануэля Моора «Помпадур». В 1903—1912 гг. на сцене Гамбургского городского театра, пел при первых исполнениях «Кобольда» Зигфрида Вагнера (1904) и «Обжоры» Эжена д’Альбера (1907). В 1912—1940 гг. солист Франкфуртской оперы, участник премьерных исполнений «Игрушки и принцессы» (1913), «Меченых» (1918) и «Кладоискателей» (1920) Франца Шрекера, «Фенимора и Герды» (1913) Фредерика Делиуса, «Голема» (1926) д’Альбера. В 1924 г. участвовал в немецкой премьере «Хованщины» М. П. Мусоргского. Среди других партий Шейдта — заглавные в «Борисе Годунове» (1921, первое исполнение во Франкфурте) и «Фальстафе» Верди. Пользовался особенным успехом в вагнеровском репертуаре, в 1904 г. пел на Байройтском фестивале. Гастролировал в брюссельском Ла-Монне, на сценах Лейпцига, Дрездена, Штутгарта.
1. 1 2 3 4  Frankfurter Personenlexikon — 2014.